# كريس بارتليت (ملحن)
كريس بارتليت (بالإنجليزية: Chris Bartlett)‏ هو ملحن ومغن مؤلف أمريكي، ولد في 28 أكتوبر 1981.